# Kryniczno (Białoruś)
Kryniczno (biał. Крынічнае, Krynicznaje; ros. Криничное, Krinicznoje) – wieś na Białorusi, w obwodzie grodzieńskim, w rejonie korelickim, w sielsowiecie Mir, nad Niemnem.
Graniczy z Rezerwatem Hydrologicznym Miranka.

## Historia
W XIX i w początkach XX w. folwark położony w Rosji, w guberni mińskiej, w powiecie nowogródzkim, w gminie Mir.
W dwudziestoleciu międzywojennym wieś leżąca w Polsce, w województwie nowogródzkim, w powiecie stołpeckim, w gminie Mir. W 1921 miejscowość liczyła 37 mieszkańców, zamieszkałych w 6 budynkach, w tym 27 Białorusinów, 6 Żydów i 4 Polaków. 26 mieszkańców było wyznania prawosławnego, 6 mojżeszowego i 5 rzymskokatolickiego.
Po II wojnie światowej w granicach Związku Sowieckiego. Od 1991 w niepodległej Białorusi.